# Социологическое искусство
Социологическое искусство — художественное направление современного искусства зародившееся во Франции в начале 1970-х годов. Отличительными чертами направления являлись отход художников от коммерческих практик и сосредоточение творчества на темах социальной направленности. Движение окончательно сформировалось к 1974 году с образованием «Социологического художественного коллектива», у истоков которого стояли Эрве Фишер, Фред Форест и Жан-Поль Тено.

## История

### С 1968 по 1974 год
Ещё в 1968 году искусствоведы Пьер Рестани и Франсуа Плучар использовали термин «социологическое искусство» для обозначения социально вовлечённых и менее коммерческих практик среди различных художников. К таким художникам они относили боди-арт художников Джину Пейн и Мишеля Журниака, видео-арт художника испанского происхождения Джоан Рабаскаль, а также Эрве Фишера, Фреда Фореста и Жан-Поля Тено. Осенью 1973 года Франсуа Плушар инициировал дискуссию между Журниаком, Пейном, Фишером и Тено, которая была опубликована под названием «Dix questions sur l’art sociologique» (Десять вопросов о социологическом искусстве) в художественном журнале artTtitude, который он основал в 1971 году.
История социологического искусства также может быть отслежена через независимые художественные практики Фишера, Фореста и Тено, которые позже сформируют «Социологический художественный коллектив». Их работы вписывались в широкие международные художественные тенденции к социальной вовлечённости и социальным наукам. Подтверждением таких тенденций могут выступить работы художников Стивена Уиллатса и Ханса Хааке, а также проведение крупных международных выставок, таких как «Искусство в общество», «Общество в искусство» (ICA, Лондон, 1974).
В середине 1960-х годов Фред Форест начал серию акций, используя аудиовизуальные и коммуникационные технологии, чтобы бросить вызов традиционным художественным средствам ворожения и техникам. Изображения многих его работ доступны в интерактивном музее — Webnetmuseum. Он спроектировал слайды на свои картины («Tableau Ecran», 1963), инициировал общественные мероприятия в бедных кварталах («Family Portrait», 1967) и использовал видео для привлечения к социальным пространствам («Mur d’Arles» и «Cabine Telephonique», 1967).
В начале 1970-х использование им прессы и видео в качестве инструментов социальной активности и политических провокаций расширилось. В январе 1972 года Форест начал свой проект «Космические СМИ», разместив пустой прямоугольник в газете «Монд» и предложив читателям заполнить его и отправить ему по почте.
Для выставки под названием «Археология настоящего» («Archeologie du present») в Galerie Germain, в Париже, в мае 1972 года Форест выбрал улицу, на которой находилась галерея, Rue Guénegaud, и перенёс весь мусор с улицы на которую выходили окна галереи в галерею в качестве экспозиции.
Эрве Фишер был студентом социологии и преподавал социологию общения и культуры в Сорбонне, начиная с начала 1970-х годов. Первоначально связанный с художественной группой «Supports/Surfaces», Фишер сделал серию картин «Essuie-mains» с отпечатками ладоней на рулонах ткани в качестве средства деконструкции среды живописи. Он также начинал различные кампании, объединённые под названием «Hygiene de l’art», чтобы искоренить искусство традиционных нравов и традиционных техник, и даже попросил художников прислать ему свои работы, которые он разорвал и показал в маленьких пластиковых пакетах («La Déchirure des Oeuvres D’Art»). Начиная с 1974 года его проекты сместились от живописи к более маргинальным и популярным визуальным средствам художественной реализации, таким как стрит-арт, с ярко выраженной направленностью в социальной сфере.
Жан-Поль Тено получил специальность психотерапевта. Имея эту профессию он продолжал заниматься искусством. Примерно в 1969 году он начал создавать произведения искусства, начиная с его «Interventions in the Street», который состоял из серии масштабных скульптур из предметов быта, таких как мышеловки, установленных в общественных местах. Около 1970 года он отошёл от производства предметов и сосредоточился на текстуальных и концептуальных работ, таких как «Constats d’exsence», он напечатал страницы с комментариями о современных художниках, которые им же были и отправлены различным деятелям в мире искусства.
В 1972 году он начал проводить интерактивные опросы об искусстве и восприятии. В ответ на печально известную финансируемую государством выставку «Экспо 72» («Douze ans de l’art contemporain en France») он провёл большой опрос, предложив респондентам выбрать наиболее представительных французских художников, а затем объявил человека, чей список был представлен наиболее близким к усреднённому, окончательному списку, это человек был объявлен почётным куратором публичной выставки, открывшейся в мае.
Эти три художника встречались на культурных событиях в начале 1970-х и являлись частью глобальной тенденции в художественной практике к более концептуальному искусству, которое было намеренно антикоммерческим.

### С 1974 по 1980 год
Летом 1974 года Мишель Журниак организовал серию встреч в своей квартире в Париже, чтобы обсудить начало нового движения художников, связанных с критическими и социологическими реалиями. На встречах собирались такие художники, как Джина Пейн, Бертран Лавье, Тьерри Агулло, Жослин Эрве, Эрве Фишер, Жан-Поль Тено, а также искусствоведы Франсуа Пюшар и Бернар Тейседр. Именно из этих собраний и возник импульс создания «Социологического художественного коллектива». 10 октября 1974 года Социологический художественный коллектив был официально объявлен с публикацией в газете «Монд» его первого манифеста, подписанного Эрве Фишером, Фредом Форестом и Жан-Полем Тено. Всего коллектив опубликовал три манифеста, организовал и осуществил серию проектов, в том числе четыре групповые выставки и масштабные городские мероприятия, а также основал школу социальных исследований.
Деятельность художников социального искусства служит историческим ранним примером того, что в середине 90-х годов назовут реляционным искусством или искусством, вовлечённым в социальную деятельность. Деятельность художников была связана с рядом художественных тенденций 1970-х годов, таких как концептуальное искусство, перформанс и институциональная критика.
Например, двухнедельная акция Коллектива в южном французском городе Перпиньян в июле 1976 года под названием «Изучение и анимация Перпиньяна». Акция началась с изучения условий и потребностей жителей районов города Перпиньян междисциплинарной командой из тридцати человек. Далее последовали десятки прямых вмешательств, которые включали в себя передвижные выставки, показы, интервью, вечеринки и обмен фотографиями между соседями, все мероприятия были направлены на то, чтобы, как отмечается в пресс-релизе, «объединить различные районы, которые, хоть и географически близки, остаются далёкими на уровне социальных коммуникаций». Изложив четыре принципа: критика, коммуникация, вмешательство и педагогика, группа предлагает социологическое искусство как средство преодоления разрыва между «квази-научным подходом» к окружающей среде и живой связи, установленной между людьми и изучаемой средой".
Этот проект и связанные с ним тексты указывают на три ключевых аспекта, которые широко характеризуют социологическое искусство. Во-первых, художественный труд включал в себя такие мероприятия, как организация, написание сценариев, исследование и обучение. Во-вторых, проекты разрабатываются в диалоге с конкретными социальными средами и связанными с ними аудиториями. Ориентированное на город или отдельное сообщество, социологическое искусство нацелено на повышение осведомлённости о социальных условиях существования путём обмена. В-третьих, социологическое искусство обычно основывалось на волонтёрстве и финансировалось, главным образом, грантами и личными финансами.
В течение шести лет Коллектив осуществлял несколько совместных социологических художественных проектов, участвовал в коллоквиумах и выставках, создавал сообщество коллаборационистов и оказывал поддержку независимой некоммерческой работе. Среди идеологов движения были Анри Лефевр, Эдгар Морен, Вилем Флюссер, Жан Дювиньо, Хорхе Глусберг, Кристин Стайлз, а также многочисленные художники, в том числе Джон Лэтэм, Стивен Уиллатс и Кен Фридман.
В 1980-м году движение распалось из-за разногласий создателей движения.

## Ключевые моменты
- 10 октября 1974 года — Официальное провозглашение Социологического художественного коллектива с манифестом № 1, опубликованное в газете «Монд».
- Декабрь 1974 года — выставка «Искусство против идеологии», организованная Бернаром Тейсседре с Коллективом социологического искусства в Galerie Rencontres, Париж.
- Январь 1975 года — выставка «Искусство и его социально-экономические структуры», организованная Социологическим художественным коллективом в Galerie German, Париж.
- Март 1975 года — выставка «Проблемы и методы социологического искусства», организованная Коллективом социологического искусства в Galerie Matthias Fels, Париж.
- Апрель 1975 года — Коллективная выставка социологического искусства в Международном культурном центре (ICC), Анверс, Бельгия.
- Май 1975 года — Манифест социологического искусства № 2
- Июнь 1975 года — Коллективная выставка социологического искусства в Музее Галльера, Париж.
- Лето 1975 года — Нойенкирхенский симпозиум, организованный галереей Фалазик и офисом Франко-аллеман де ла Жюнес.
- Август 1975 года — Коллективная выставка социологического искусства в Музее современного искусства Университета Сан-Паулу, Бразилия.
- Ноябрь 1975 года — выставка «Фото, кино, видео: социально-экологический опыт, Нойенкирхен», посвящённая работе, проделанной в Нойенкирхене в ARC, в Музее современного искусства Парижа.
- Март 1976 года — Манифест социологического искусства № 3
- Май 1976 года — основан социологический опрос Эколь в квартире Фишера в Париже.
- Июль 1976 года — Коллектив социологического искусства, приглашён Пьером Рестани для участия во французском павильоне на Венецианской биеннале.
- Февраль 1977 года — Манифест социологического искусства № 4
- Июнь 1977 года — Социологическое художественное коллективное вмешательство в Dokumenta 6, Кассель.
- Март 1979 года — «Социология современного искусства», дебаты, организованные «Плюс минус ноль» с Жаном Пьером Ван Тигеном с Фишером, Форестом, Тинотом и Аленом Снейерсом.
- Ноябрь 1980 года — Фред Форест и Жан-Поль Тено публикуют «Mis au point», призывая положить конец Социологическому художественному коллективу.

## Теория
Социологическое искусство имело целью развить критический анализ искусства и общества посредством интервенционистских художественных практик и связанных с ней литературой, опираясь на методы и теории социологии. Оно предполагало искусство с точки зрения взаимодействия, анимации, педагогики и создания структур обмена, провокации и разрушения традиционных социальных форм поведения с целью осуждения любых форм обусловленности. Социологическое искусство было политически активным ответом на мир искусства, который воспринимался как находящийся вне связи как с социальными технологиями, так и с обществом своего времени. Эта позиция была в строгом противоречии с господствующими модернистскими и формалистскими догмами, которые предпочитали главенство авторских намерений художника.